# 凯尔特艺术

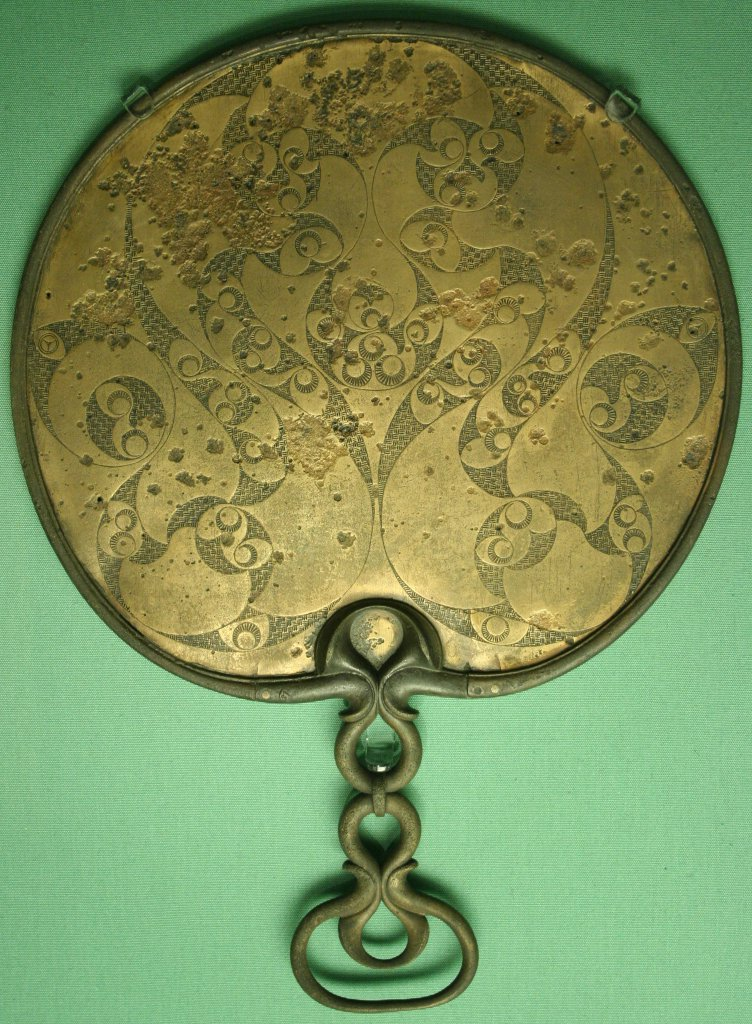
一个来自不列颠岛的铜镜。时间大约在公元前50年至公元50年

凯尔特艺术泛指那些由凱爾特人創作，以及那些尚未被明確定義為凱爾特人，卻有著相同藝術風格的藝術類型。（凱爾特人通常指的是，從史前時期到中古時期在歐洲說著凱爾特語的民族。）
由於凱爾特藝術涵蓋了非常長的一段時期、地理位置、和文化，因此它是個非常難以定義的詞彙。在歐洲，凱爾特藝術的雛形最早可追溯到青銅時期，甚至可到更早的石器時代，並且在歷史發展的一路上呈現出此藝術的延續性。不過，考古學家在使用「凱爾特」這個詞彙時，通常專指從西元前1000年的歐洲鐵器時代，到羅馬帝國達到疆界頂峰的這段時間。而藝術歷史學家在提到「凱爾特藝術」時，通常指的是從拉坦諾文化（西元前五世紀到前一世紀）開始到西元150年的不列顛。早期凱爾特藝術也往往會用來指稱這段時期。
在英語世界中，提到「凱爾特藝術」時，浮現在眾人腦海中的，通常是在不列顛和愛爾蘭的早期中世紀，創作出《凱爾經》等其他大師藝術作品的這段時期。這些在不列顛和愛爾蘭發生的藝術風格又往往因此被稱之作「島嶼藝術」。這是大多數人對於早期中世紀的凱爾特文化的認識。這雖屬可信，但仍須納入蘇格蘭的皮克特藝術才完整。
兩種風格都受到來在外來文化的影響，但在象徵主題的造型上仍保有獨特的幾何式裝飾性風格。當這些主題出現時，通常會極具特色和裝飾。纏繞圓、三曲枝圖、螺旋型式是最具代表性的特色。許多留存至今的物件大多以貴金屬製成，這些藝術品因此難以作為具有代表性的藝術全貌。此外，除了皮克特石碑和高十字之外，大型的紀念雕像也非常罕有。少數現今能找到的男性人物雕像，包括赫希蘭登戰士和所謂的格勞伯格領主，應該在木製雕刻品中會更常見。
此外，凱爾特藝術一詞也包括了自18世紀到現代，以「凱爾特復興」為題的視覺藝術。這場運動起源於現代凱爾特人（大多在不列顛群島）作為表達自我認同和愛國主義的運動。此「凱爾特復興」運動甚至在凱爾特民族外也廣為流行，迄今各類藝術仍常見凱爾特藝術的風格，例如凱爾特十字的墓碑、纏繞紋紋身。
通常而言，凱爾特藝術是裝飾性的，它們往往避開直線，而且很偶爾才會使用對稱風格。它們也沒有如同古典藝術對於描繪自然的核心傳統，而是涉及了複雜的象徵意義。凱爾特藝術通常使用：繩結、螺旋、鑰匙型、裝飾性字母、動物、植物和人類的型態。如同考古學家凱瑟琳・約翰斯（Catherine Johns）曾稱讚凱爾特藝術如下：「凱爾特藝術通常在圖案的佈局和發展中具有一種精妙的平衡感。曲線的形式將整體格局設計出正負兩造的空間，這個空間最終形成一個和諧的整體。在紋理和浮雕的設計上精細卻又掌握得宜，設計了非常複雜的曲線圖案，以精確地覆蓋最棘手和不規則表面的部分。」